# اچ‌ام‌اس آنتیرینگ (پی۵۹)
اچ‌ام‌اس آنتیرینگ (پی۵۹) (به انگلیسی: HMS Untiring (P59)) یک زیردریایی است که طول آن 58.22 m (191 feet) می‌باشد. این زیردریایی در سال ۱۹۴۳ ساخته شد.